# سمی چونگ
سمی چونگ (انگلیسی: Sammy Chung) (زادهٔ ۱۶ ژوئیهٔ ۱۹۳۲ – درگذشتهٔ ۲۸ اوت ۲۰۲۲) بازیکن فوتبال اهل بریتانیا بود.
از باشگاه‌هایی که وی در آنها بازی کرده‌ می‌توان به باشگاه فوتبال آکسفورد یونایتد، باشگاه فوتبال واتفورد، باشگاه فوتبال نوریچ سیتی و باشگاه فوتبال ردینگ اشاره کرد.